# 阿根廷駐臺代表列表
本列表為阿根廷共和國駐中華民國（臺灣）歷任大使與代表名錄。雙方已無正式外交關係。

## 無邦交時期

### 代表機構
1991年10月25日，阿根廷總統孟年在接見中華民國駐阿根廷代表王允昌與外交記者訪問團時表示，阿根廷政府正積極準備在臺設立代表機構。
1992年4月，阿根廷政府以總統行政命令正式決定在臺設處。7月9日，在獨立紀念日於中華民國首都臺北設立具大使館功能的阿根廷商務文化辦事處。阿根廷外交部亦設立「後援中心」，負責辦事處與阿根廷政府間的公務事項，後為節省開支，於2000年3月停止運作。

### 歷任代表（1992年至今）
| 姓名          | 姓名（西班牙文） | 到任              | 離任             | 外交職務                                |
| ------------- | ---------------- | ----------------- | ---------------- | --------------------------------------- |
| 亨利洛士 羅斯 |                  | 1992年5月         | 1993年10月       | 代表（Director） 代表（Representative） |
| 戴爾貝        |                  | 1993年10月6日     | 1995年9月20日    | 代表                                    |
| 德瑞卡 德士曼 |                  | 1995年10月11日    | 2000年2月仍在任  | 處長（Director），下同                  |
|               |                  | 2001年1月前已在任 |                  | 處長                                    |
| 花愛德        |                  | 2002年1月前已在任 | 2008年12月仍在任 | 處長                                    |
| 培尼亞        |                  | 2009年            | 2014年12月仍在任 | 處長                                    |
| 艾卡納拉      |                  | 2015年7月23日     | 2018年12月仍在任 | 處長                                    |
| 韋修索        |                  | 2019年2月11日     | 2024年7月        | 處長                                    |
| 赫南德斯      |                  | 2024年7月         | 現任             | 處長                                    |

## 外部連結
- 阿根廷商務文化辦事處